# Matt Niskanen
Matt Niskanen (ur. 6 grudnia 1986 w Virginia) – amerykański hokeista, reprezentant Stanów Zjednoczonych.

## Kariera
- University of Minnesota-Duluth (2005-2007)
- Iowa Stars (2007)
- Dallas Stars (2007-2011)
- Pittsburgh Penguins (2011-2014)
- Washington Capitals (2014-2019)
- Philadelphia Flyers (2019-)

Draftowany w 2005 roku w pierwszej rundzie przez zespół Dallas Stars. Od czerwca 2019 zawodnik Philadelphia Flyers. Na początku października 2020 ogłosił zakończenie kariery.
Uczestniczył w turniejach mistrzostwach świata elity 2009 (gdzie zajął czwarte miejsce), Pucharu Świata 2016.